# 茴香酒

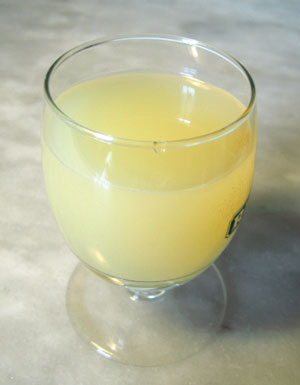
一杯稀释了的法国茴香酒

茴香酒 （英語： 英語發音：/ˈpæstɪs/, 英語發音：/pæˈstiːs/）是一种来自法国的茴香味烈酒和开胃酒，通常含有40-45％酒精浓度，也有不含酒精的法国茴香酒。

## 历史
第一款茴香酒由保罗·力加（利加公司创始人，现与保乐公司合并为保乐-力加公司）于1932年首次商业化，茴香酒在法国相当普及，尤其是在法国南部地区。茴香酒的出现和苦艾酒的禁止是分不开的，在苦艾酒遭禁后，法国人苦苦寻找高质量的茴香味饮料，17年后，茴香酒出现了。也许正是苦艾酒配养出来的人们对茴香味饮料的痴迷，才造就了茴香酒的流行。而“Pastis”之名字是源自於法語“Pastiche”，即是“模仿”和“戲仿”的意思，Pastis就是爲了模仿苦艾酒而製造的。
在法国、葡萄牙、西班牙和意大利地区，还有一种和“Pastis”味道类似的茴香利口酒，茴香利口酒是透明的而且不含甘草。茴香利口酒（Anisette）是通过蒸馏茴芹籽生产的，而茴香酒（Pastis）则是通过浸泡茴芹籽和甘草生产的。
与茴香酒类似但起源不同，在其他各地也有不同风味的茴香酒，如在地中海东岸地区也有饮用茴香味力娇酒的传统，包括珊布卡（sambuca），乌佐酒（ouzo），亚力酒（arak），拉克酒（Rakı）和洋乳香酒（mastika）等。
在法国南部，有时会在茴香酒中加入糖浆来制作鸡尾酒。使用紅石榴糖漿的鸡尾酒被称为，使用薄荷糖浆的鸡尾酒被称为，使用杏仁糖浆的鸡尾酒被称为，使用草莓糖浆的鸡尾酒被称为。

## 相关页面
- 苦艾酒
- 茴香利口酒
- 保樂力加